# Carta en favor del catalán
La Carta en favor del catalán, oficialmente Carta Departamental para la Lengua Catalana, fue aprobada por el Consejo General de los Pirineos Orientales el día 10 de diciembre de 2007. Por este documento se pretende reconocer legalmente la lengua catalana como oficial en el departamento de los Pirineos Orientales, Francia. El articulado está formado por un total de nueve artículos.
Según el vicepresidente, Marcel Mateu, este documento no va en contra del artículo segundo de la constitución francesa de 1958 que dice textualmente:

La lengua de la República es el francés.
Artículo 2 de la Constitución francesa de 1958.

Además, considera que este es un avance hacia la normalidad lingüística que hasta ahora no había gozado de ningún reconocimiento legal en el Rosellón por parte de Francia.

## Preámbulo
En el preámbulo de este documento se justifica la necesidad de este reconocimiento del catalán justificante de que la lengua catalana forma parte de la identidad, del patrimonio y de la riqueza del departamento de Pirineos Orientales. Se hace eco del interés creciente durante el siglo XXI por la lengua catalana después de encuestas sociolingüísticas. Finalmente, considera que la supervivencia de la misma es un importante apuesta cultura, económica, política y humana por el territorio.
A la vez recuerda que esta política de promoción no se hace en detrimento de la lengua francesa oficial en toda la República Francesa como tampoco este bilingüismo no pone en cuestión el carácter oficial de la lengua francesa ni amenaza a la unidad nacional. Esta política lingüística en favor del catalán tiene el objetivo de alentar el aprendizaje de esta lengua, lejos de la obligación de aprender la misma.
Este reconocimiento se basa en los principios universales de respeto de la diversidad y de la igualdad entre todas las lenguas, tal como figuran en la Declaración Universal de los Derechos Humanos, la Declaración Universal de los Derechos Lingüísticos, a la Convención de los Derechos Humanos y de las libertades fundamentales del Consejo de Europa y la Carta Europea de las Lenguas Regionales:

El Universalismo debe basarse en una concepción de la diversidad lingüística y cultural que sobresale a la vez a las tendencias homogeneizando y las tendencias al aislamiento como factor de exclusión
Declaración Universal de los Derechos Humanos

Toda comunidad lingüística tiene derecho a disponer de los medios necesarios para asegurar la transmisión y la perennidad de su lengua.
Declaración Universal de los Derechos Lingüísticos

El derecho de practicar una lengua regional o minoritaria, en la vida privada o pública constituye un derecho imprescindible.
 Convención de los Derechos Humanos y de las Libertades fundamentales del Consejo de Europa

Considerando que la protección de las lenguas regionales o minoritarias históricas de Europa, algunas de las cuales se encuentran en riesgo de desaparición con el paso del tiempo, contribuye a mantener y desarrollar las tradiciones y la riqueza culturales de Europa.
 Carta Europea de las Lenguas Regionales

## Articulado
En el articulado, el Consejo General de los Pirineos Orientales reconoce oficialmente, junto a la lengua francesa, el catalán como lengua del departamento. Se compromete a ser uno de los actores de la transmisión de la lengua y la cultura catalanas. Se reconoce el Instituto de Estudios Catalanes como autoridad lingüística.
La voluntad de la Carta Departamental para la Lengua Catalana es garantizar la supervivencia y transmisión del catalán, permitir su uso, asegurar su presencia en los ámbitos de la vida pública y social, y contribuir a la integración de los recién llegados inculcando respeto de la personalidad lingüística y cultural catalana.